# 高地地中海性気候
|   |        |     |     |     |     |    |     |     |     |     |     |     |     |     |     |     |     |     |
|   |        | fa  | fb  | fc  | fd  | m  | wa  | wb  | wc  | wd  | sa  | sb  | sc  | sd  |     |     |     |     |
| E | 寒帯   |     |     |     |     |    |     |     |     |     |     |     |     |     | ET  | ET  | EF  | EF  |
| D | 亜寒帯 | Dfa | Dfb | Dfc | Dfd |    | Dwa | Dwb | Dwc | Dwd | Dsa | Dsb | Dsc | Dsd |     |     |     |     |
| C | 温帯   | Cfa | Cfb | Cfc |     |    | Cwa | Cwb | Cwc |     | Csa | Csb | Csc |     |     |     |     |     |
| B | 乾燥帯 |     |     |     |     |    |     |     |     |     |     |     |     |     | BSh | BSk | BWh | BWk |
| A | 熱帯   | Af  | Af  |     |     | Am | Aw  | Aw  |     |     | As  | As  |     |     |     |     |     |     |

高地地中海性気候（こうちちちゅうかいせいきこう）とはケッペンの気候区分における気候区のひとつである。亜寒帯（冷帯）に属するが実際は他の冷帯気候の分布とは異なり、温帯の地中海性気候や乾燥帯のステップ気候に隣接する高地に分布する。分布地域は限られており、世界的にも珍しい気候区である。地中海性高冷地気候または冷帯夏季乾燥気候ともいう（人によって呼び名は様々である。他の例として冷涼性地中海式気候、高冷地型夏乾燥などもある）。
記号はDsa/Dsb/Dsc/DsdでDは冷帯（アルファベット順）、sは夏季乾燥（sommertrocken）を示す。

## 条件
- 最寒月平均気温が-3℃未満。
- 最暖月平均気温が10℃以上。
- 年平均降水量が乾燥限界以上。
- 最多雨月が冬にあり、3×最少雨月降水量＜最多雨月降水量かつ最少雨月降水量が30mm未満。

さらに、最寒月・最暖月平均気温によって次の4つに分けられる。
- Dsa - 最暖月が22℃以上。
- Dsb - 最暖月が10℃以上22℃未満かつ月平均気温10℃以上の月が4か月以上。
- Dsc - 最暖月が10℃以上22℃未満かつ月平均気温10℃以上の月が3か月以下かつ最寒月が-38℃以上-3℃未満。
- Dsd - 最暖月が10℃以上22℃未満かつ月平均気温10℃以上の月が3か月以下かつ最寒月が-38℃未満。

## 成因
気温の逓減率により、標高が100m上がるごとに気温は摂氏0.6度下がる。このため、低地では温帯の地中海性気候に属する地域では高地になると亜寒帯（冷帯）の成立要件を満たすことがある。このようにしてこの気候区の成立条件を満たす地域が存在する。
また、この気候区は乾燥帯のステップ気候に隣接する地域でも見られる。前述の気温の逓減率により乾燥限界が下がり、低地では乾燥気候であっても高地では湿潤気候となることがある。加えて降雪により冬季の降水量が増加し夏季乾燥、冬季湿潤という気候になる地域も存在する。本来海洋性気候である地中海性気候が内陸のアメリカ合衆国ワシントン州・オレゴン州中央部や中央アジアにも分布するのはこのためである。さらに標高の高い地域や緯度の高い地域においては前述の通り亜寒帯の成立要件を満たし、この気候区に属することがある。

## 特徴
この気候は乾燥した夏と湿潤な冬に特徴付けられる。夏は高温となる地域（Dsa）もあれば、さほど暑くならない地域（Dsb,Dsc,Dsd）もある。冬の寒さは厳しく他の亜寒帯気候同様、気温の年較差が大きい。また、気温の日較差も大きい。

## 分布
この気候区は以下のような地域に分布している。

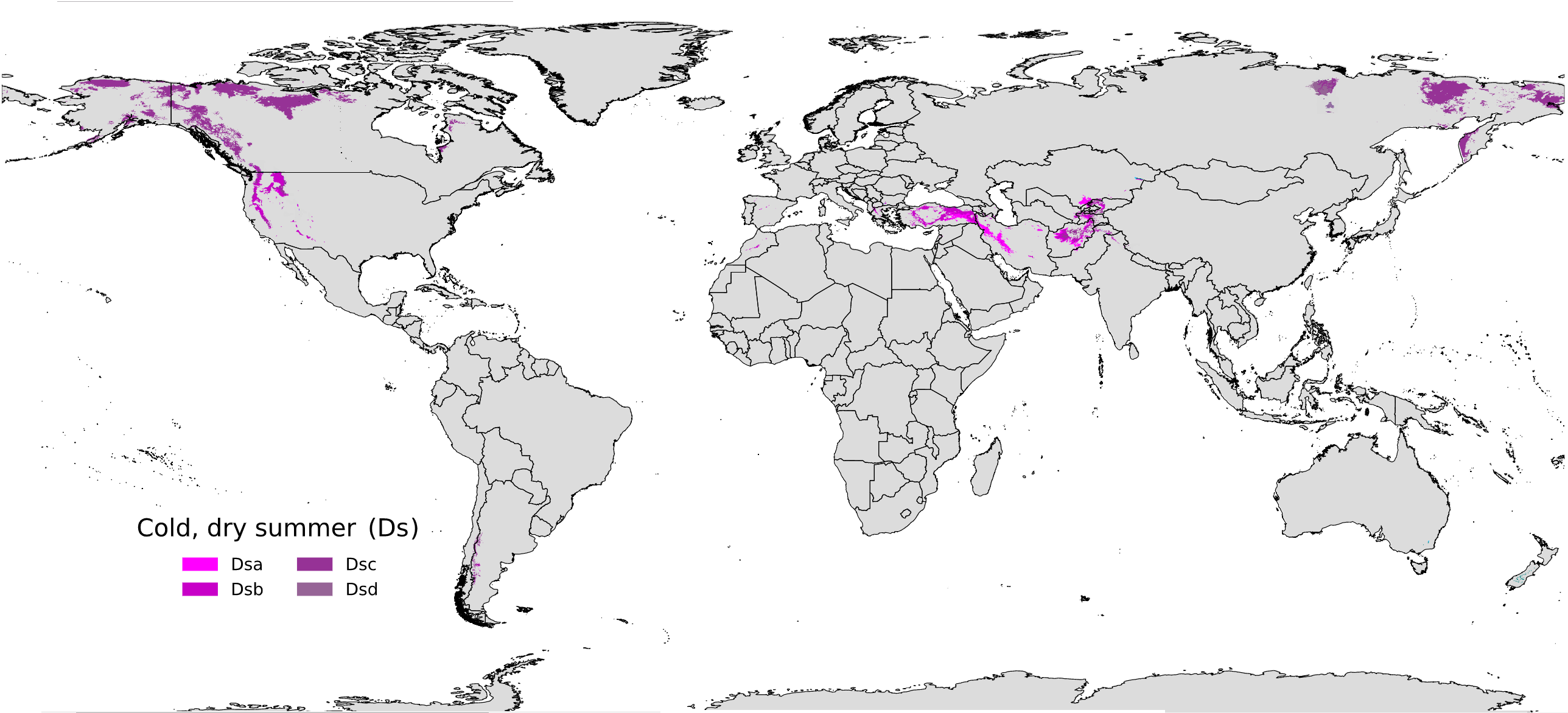
高地地中海性気候（Ds）の世界的な分布。なお、高山気候（H）はここでは定義されていない。

- アメリカ合衆国ワシントン州東部・アイダホ州北西部・中央部・アラスカ州北西部
- イラン西部・トルコ東部・アルメニア南部・中央アジアにまたがる高原地帯
- ロシア連邦カムチャツカ地方・チュクチ自治管区のごく一部

3文字記号別に見た場合、Dsa＞Dsb＞Dsc＞Dsdの順で分布地域が狭くなっていく。イラン西部・トルコ東部・アルメニア南部は北緯38 - 41°と緯度が低く夏の気温が高いため、この気候区に属する地域のほぼ全域がDsaである。北緯45 - 49°に位置するアメリカ合衆国のワシントン州東部やアイダホ州北西部ではDsaのほかDsbが分布している。Dscはアイダホ州中央部やロシア・カムチャツカ地方の山岳地帯に僅かに分布しているのみである。Dsdは地球上ではロシアチュクチ自治管区、マガダン州、カムチャツカ地方の州境付近にのみ分布している。

## 代表的な都市
この気候区には、以下のような都市（地点）が属する。
この気候に属する地点のうち北欧、シベリア、カナダやアラスカ州など緯度が高い地点は最少雨月が4月、最多雨月が7~8月にあることが多く、4月を夏とするかで分類が分かれる。亜寒帯湿潤気候（Df）に分類されることもある。
- ムシュ（トルコ，Dsa）
- ジェズカズガン（カザフスタン，Dsa）
- バルハシ（カザフスタン，Dsa）
- バーサ（フィンランド，Dsb）
- タットレイオーコー・レイク（カナダ，Dsb）
- スミザーズ（カナダ，Dsb）
- バーンズ（アメリカ合衆国， Dsb）
- モンテ・チモーネ山（イタリア，Dsc）
- クリュチ（ロシア，Dsc）

### 雨温図
サルマス、ウスゲンはDsa、ログンはDsb、カラギンスキー島とホーマーはDscである。